# Trafikchef

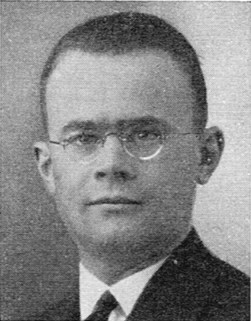
Karl Erik Edebrand var en svensk trafikchef (1950).

Trafikchef är en tjänsteman vid järnväg eller spårväg, som har befäl över trafikpersonalen och närmast ansvarar för trafikens upprätthållande.
Vid Statens Järnvägar och vissa större enskilda järnvägar benämndes förr motsvarande befattningshavare trafikdirektör. Vid mindre järnvägsbolag var trafikchefstjänsten ofta förenad med befattningen som verkställande direktör; ibland var trafikchefen även ban- eller maskiningenjör eller bådadera.